# Conocephalus conocephalus
Conocephalus conocephalus is een rechtvleugelig insect uit de familie van de sabelsprinkhanen (Tettigoniidae). De wetenschappelijke naam werd gepubliceerd in 1767 door Carl Linnaeus.
1. ↑  (en) Conocephalus conocephalus op de IUCN Red List of Threatened Species.